# San Agustín (Hiszpania)
San Agustín – gmina w Hiszpanii, w prowincji Teruel, w Aragonii, o powierzchni 56,57 km². W 2011 roku gmina liczyła 177 mieszkańców.